# 日進製作所
株式会社日進製作所（にっしんせいさくじょ）は、京都府京丹後市に本社を置く自動車・オートバイ用エンジン部品、精密加工部品（工業用ミシン部品他）、工作機械（竪型高速自動ホーニング盤、その他専用機）の開発、製造、販売を行うメーカーである。試作部品として金属３Dプリンタによる積層造形。チタンやインコネルなどの灘削材の高精度加工も手掛ける。
2007年（平成19年）の東京商工リサーチによれば丹後圏で最大の企業であり、ホーニング盤に関しては業界トップのシェアを誇る。

## 沿革

### 創業

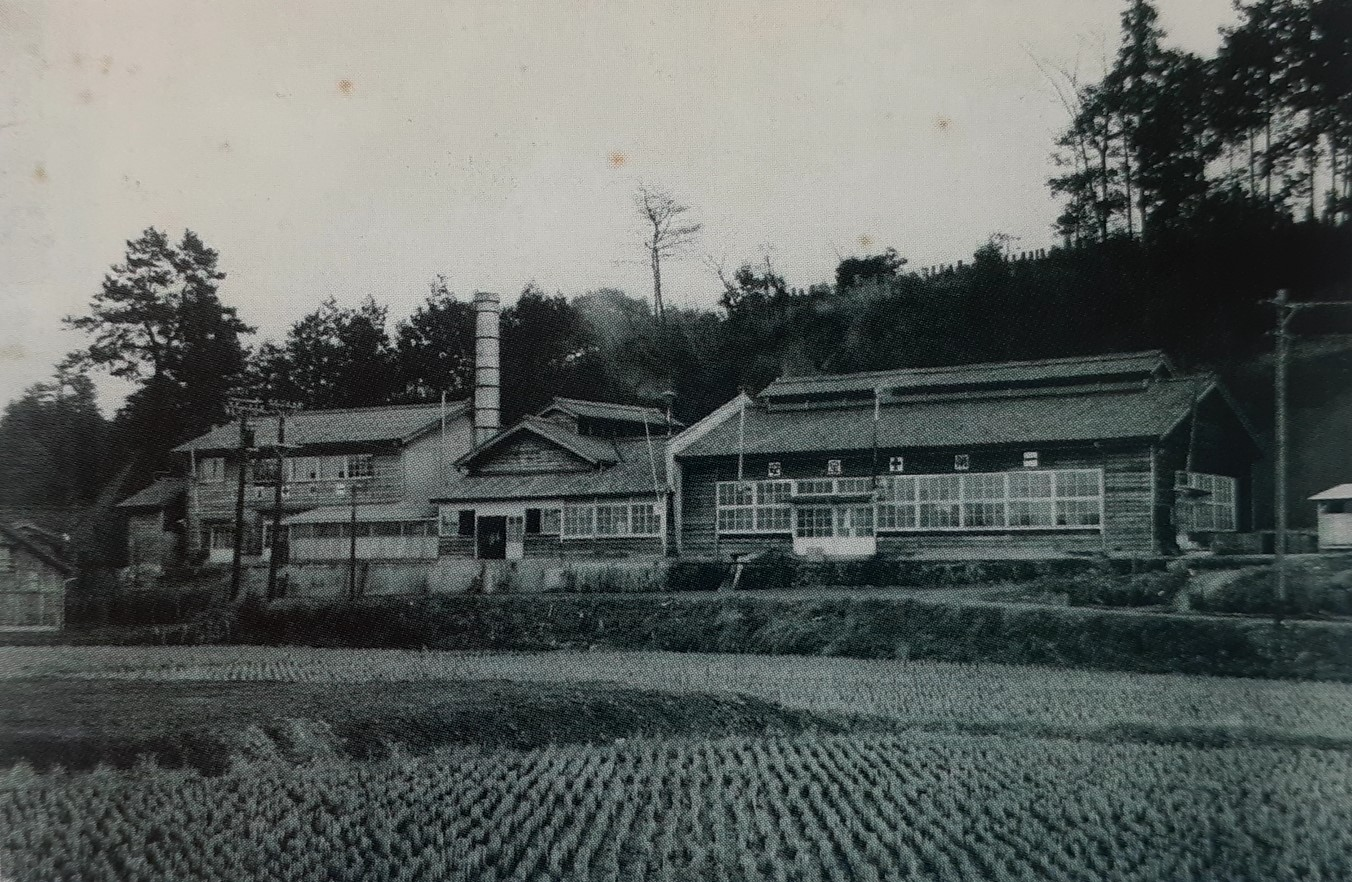
創業間もない頃の日進製作所

創業者の錦織米市（にしこおりよねいち）は1913年（大正2年）10月12日に島根県簸川郡出東村（後の斐川町、現在の出雲市）で生まれた。1931年（昭和6年）に島根県立工業学校（現在の島根県立松江工業高等学校）機械科を卒業し、同年にタイガー計算機株式会社に入社した。1940年（昭和15年）には冨士精工に入社し、一貫して研究部門を担当した。冨士精工時代には日本計算機株式会社の設立に参画したほか、1944年（昭和16年）には工場長に就任している。
1944年（昭和19年）に、今日の本社所在地である京都府中郡峰山町（現在の京丹後市峰山町）に来た。物づくりで人の役にたちたいと考えていた錦織は、日本で早くから輸出を始めていた家庭用ミシンの将来性に目を付け、従業員5人で家庭用ミシン部品の製造を始めた。1946年（昭和21年）9月に峰山町字泉で創業し、創業地は金刀比羅神社の境内の一角とされる。2年後の1948年（昭和23年）3月には株式会社に改組し、同時に自身が社長に就任した。資本金は19万8000円。製品製作に必要な機械設備は独自に作りあげた。

### 発展期

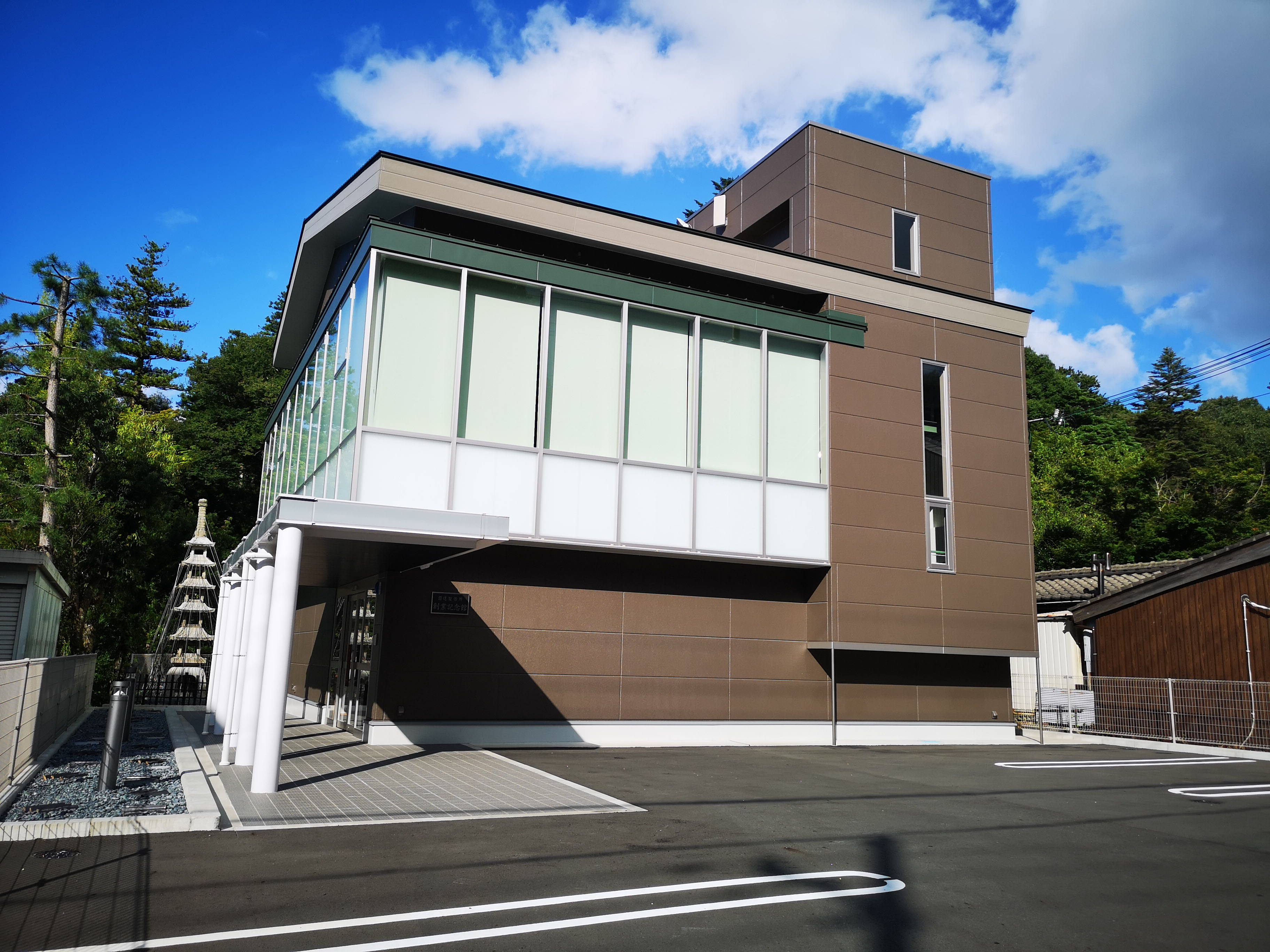
日進製作所創業記念館

1953年（昭和28年）には生産の主力をボビンケースからリンク天秤に変更した。1955年（昭和30年）には業界の動向に合わせ、工業用ミシン分野に進出した。しかし、ミシン製造産業は規格化された製品であるため、リスクは低いが同業他社間との競争が激しい。それに対してオートバイや自動車部品の大部分は、各社各モデルごとの専用部品製作のため、昭和30年代の初めころより同社は自動車産業の成長を予見し自動車部品への進出に乗り出した。1957年（昭和32年）6月には峰山町千歳に工場を新築し、機械・熱処理部門の一部を移転した。
こうしたなかで同社の方向を大きく変えたのが1958年（昭和33年）本田技研工業からの二輪車部品生産依頼であった。これは同社の製造技術を知っていた取引先の静岡県浜松市のミシンメーカーであるリズムミシンからの紹介によるもので、翌1959年（昭和34年）本田技研工業との取引が始まり、最初の注文は鍛造品のキックスクーター・スピンドルブッシュであった。ただし、その注文内容は品質、納期、単価などがかなり厳しいものであったといい、後年当時の状況を錦織は「こういう田舎だとのんびりして会社がだめになってしまう。本田の厳しさを取り入れ、初めは薬だと思って採算を度外視してやった」と語っている。1959年（昭和34年）9月には鍛造工場を建設して車両部品の製造を開始し、1961年（昭和36年）10月には工作機械の製造も開始した。
1972年（昭和47年）11月には竪型高速自動ホーニング盤の製造を開始した。1995年（平成7年）11月には中国との合弁会社である莱州日進機械有限公司を設立し、山東省に3万3千平方メートルの工場敷地を確保して初の日本国外進出を果たした。
2007年（平成19年）の東京商工リサーチによる情報誌『エラベル』きょうと経済2007に掲載の「京都府立法人申告所得ランキング」において、丹後地域ではトップとなる企業に登りつめた。2018年（平成30年）頃には金刀比羅神社の境内脇に日進製作所創業記念館が完成した。

### 錦織米市

創業者の錦織米市

創業者の錦織米市は1983年（昭和58年）に藍綬褒章を受賞し、1995年（平成7年）6月6日には峰山町名誉町民（その後京丹後市名誉市民）に推挙された。2006年（平成18年）夏に92歳で亡くなったが、翌2007年（平成19年）10月には錦織米市翁顕彰会によって、金刀比羅神社の境内に錦織米市の顕彰碑が建立された。京丹後市は2016年度まで京丹後市起業アイデアコンペティションを開催していたが、最優秀賞は錦織米市に因む錦織賞という名称だった。

## 年表
- 1946年（昭和21年）9月 - 京都府中郡峰山町（現在の京都府京丹後市峰山町）で創業[8]。ミシン部品であるボビンケースの製作開始。
- 1948年（昭和23年）3月 - 株式会社日進製作所を設立[8]。
- 1953年（昭和28年） - 生産の主力がボビンケースからリンク天秤に切換る[8]。
- 1959年（昭和34年） - オートバイエンジン部品製造開始[8]。大阪営業所開設[8]。
- 1963年（昭和38年） - 自動車エンジン部品製造開始。
- 1967年（昭和42年）1月 - 系列会社として峰山町に丸峰工業株式会社（現在の株式会社タンゴ技研）を設立[8]。
- 1970年（昭和45年）11月 - 系列会社として島根県にヒカワ精工株式会社を設立[8]。
- 1972年（昭和47年）11月 - ホーニング盤の製造開始[8]。
- 1980年（昭和55年）12月 - 系列会社として大阪市にニッシンマシナリー株式会社を設立[8]。
- 1982年（昭和57年）2月 - 市島工場操業開始[8]。
- 1985年（昭和60年）11月 - 東京営業所開設[8]。
- 1986年（昭和61年）4月 - 名古屋営業所開設[8]。
- 1987年（昭和62年）6月 - 系列会社として大宮町に株式会社大宮日進を設立[8]。
- 1995年（平成7年）11月 - 中国に莱州日進機械有限公司を設立[8]。
- 1997年（平成9年）5月 - 赤坂工場操業開始[8]。
- 1999年（平成11年）3月 - ISO14001認証取得[8]。ニッシンマシナリーを吸収合併[8]。セル型ホーニング盤製造開始。
- 2001年（平成13年）3月 - ISO9001認証取得[8]。
- 2003年（平成15年）5月 - タイにNissin Manufacturing CO., LTD.を設立[8]。
- 2007年（平成19年）4月 - 系列会社として峰山町に株式会社白石バイオマス設立[8]。技術センター建屋完成。
- 2008年（平成20年）3月 - 荒山工場操業開始[8]。
- 2010年（平成22年） - タイ鍛造工場操業開始。G50ホーニング盤製造開始。
- 2011年（平成23年）4月 - インドネシアにPT. Nissin Manufacturing Indonesiaを設立[8]。
- 2012年（平成24年）10月 - メキシコにNissin Manufactura de Mexico S.A. de C.V.を設立[8]。
- 2012年（平成24年）11月 - ベトナムにNissin Manufacturing Vietnam CO., LTD.を設立[8]。

## 主な製品
- 自動車・オートバイ用エンジン部品
- 工業用ミシン部品
- 工作機械（ホーニング盤）など

## 事業所
- 本社・千歳工場 - 京都府京丹後市峰山町千歳22番地
- 赤坂工場 - 京都府京丹後市峰山町赤坂85番地
- 荒山工場 - 京都府京丹後市峰山町荒山225番地
- 市島工場 - 兵庫県丹波市市島町下竹田3118番地
- 東日本営業所 - 東京都北区赤羽2丁目49番7号 山陽ビル
- 西日本営業所 - 愛知県刈谷市相生町3丁目3番地 富士ビルディング、大阪府大阪市淀川区塚本3丁目4番12号

## 関連会社
- 株式会社タンゴ技研（京都府京丹後市峰山町）
- ヒカワ精工株式会社（島根県出雲市）
- 株式会社大宮日進（京都府京丹後市大宮町）
- 株式会社白石バイオマス（京都府京丹後市峰山町）
- 莱州日進機械有限公司（中国）
- Nissin Manufacturing CO.,LTD.（タイ）
- PT.Nissin Manufacturing Indonesia（インドネシア）
- Nissin Manufacturing Vietnam CO.,LTD.（ベトナム）
- Nissin Manufactura de Mexico S.A. de C.V.（メキシコ）

## 地域活動

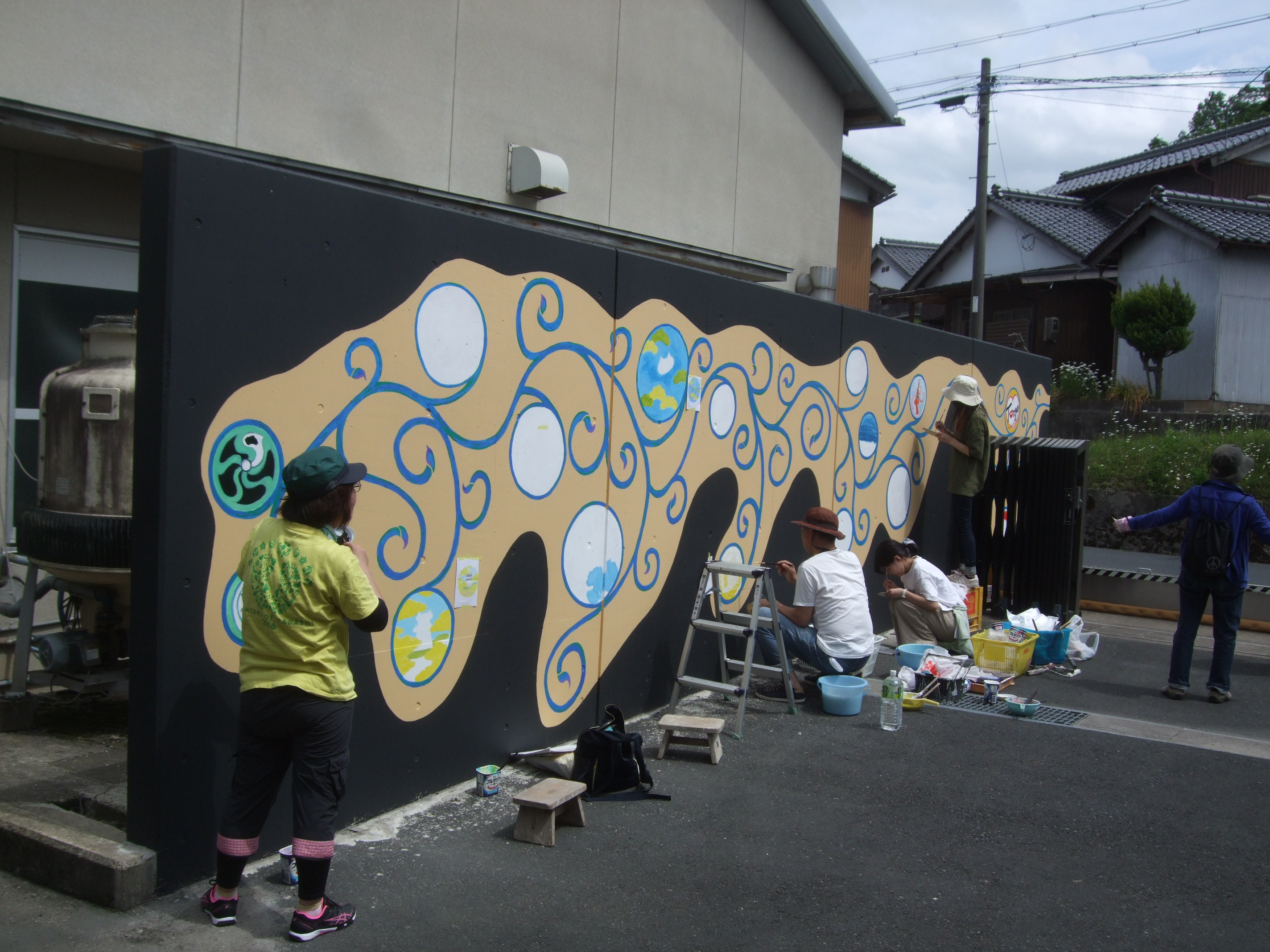
2019年に行われた壁画制作

2019年（令和元年）、こまねこまつり実行委員会とコラボし、本社西裏門壁面を提供して壁画制作によるまちのにぎわい創出に協力した。壁画デザインはヒカリ美術館の池田修造。
2019年（令和元年）9月、地元の商業施設「峰山ショッピングセンターマイン」のオープン30周年記念企画として、日進製作所創業記念館（非公開）からパネルを借り受け、同商業施設内の特設会場で展示した。創業初期のミシン製造からの戦後の改変期を経て、自動車・オートバイなどのエンジン部品を手掛けるようになった経緯など、日進製作所の軌跡をまとめたパネルのほか、創業者である錦織氏の経営理念、社章や社名の紹介、エンジンやミシンは実物が展示された。

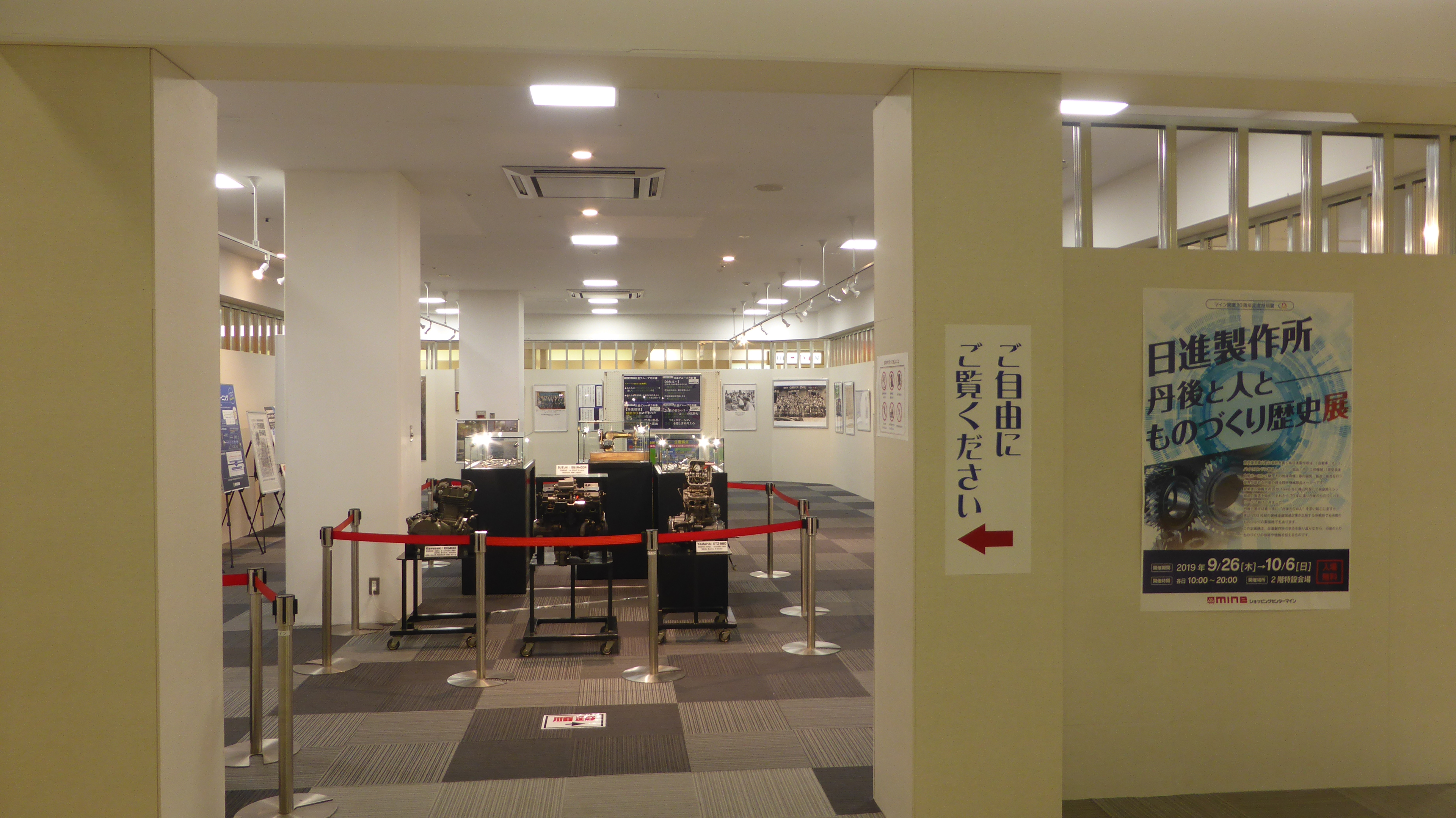
日進企画展 特設会場入口全景
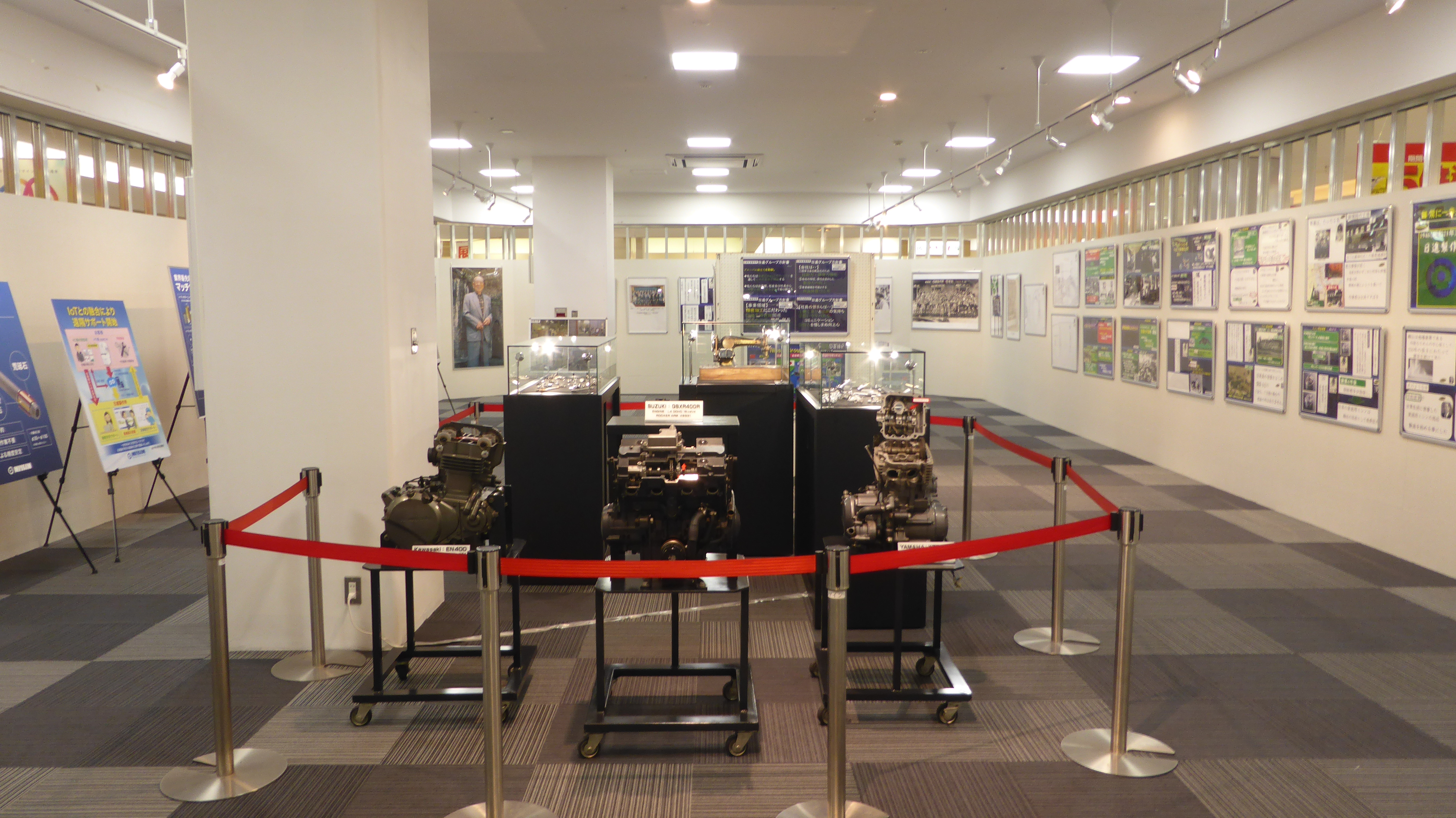
日進企画展 特設会場内景